# Шимковиц, Отмар
Отмар Шимковиц (венг. Simkovic Otmár, нем. Othmar Schimkowitz; 2 октября 1864, Тартс, Комаром — 24 апреля 1947, Грац) — венгерский архитектурный скульптор, работавшим над величайшими достопримечательностями Венского Сецессиона.

## Биография
Шимковиц учился с 1886 по 1892 год в Венской академии изящных искусств, три года жил в Нью-Йорке, дружив и работав в мастерской австрийско-американского скульптора Карла Биттера, а также в Чикаго и Филадельфии. В 1895 году вернулся в Вену, где стал владельцем студии. В 1897 году присоединился к Венскому Сецессиону, а с 1929 по 1930 год был ее президентом. Отмар Шимковиц также был членом Немецкой ассоциации художников.
С 1914 по 1934 год преподавал дизайн и изготовление моделей в Венском технологическом университете.
Художник и график Герберт Шимковиц (1898—1938) является его сыном.

## Творчество
Когда-то один из самых ярких элементов дизайна Шимковица, использованный в здании (церковь Штайнхоф), был выбран в качестве основного мотива для одной из самых известных коллекционных монет евро: памятной монеты австрийской церкви Штайнхоф номиналом 100 евро, отчеканенной 9 ноября 2005 года. На реверсе монеты можно увидеть витраж Коломана Мозера над главным входом. В центре окна восседает Бог-Отец на троне. Окно обрамлено парой бронзовых ангелов в стиле модерн, первоначально спроектированным Отмаром Шимковицем.

## Основные работы
- Фигуративное украшение памятника Гутенбергу 1897 г., Вена, Йоже Плечник, архитектор
- Три горгоны на выставочном здании Сецессиона 1898 года в Вене, Йозеф Мария Ольбрих, архитектор
- «Призывающие женщины» 1898—1899 гг. В здании Linke Wienzeile. Автор Отто Вагнер, архитектор.
- Внешний вид австрийского павильона на выставке покупок в Луизиане 1904 года в Сент-Луисе, штат Миссури.
- Ангелы на крыше австрийского почтового сберегательного банка 1904—1906 годов в Вене, также для Вагнера
- Венская экономическая палата 1905 года, Людвиг Бауман, архитектор
- Ангелы на Кирхе-ам-Штайнхоф 1907 года в Вене, также для Вагнера

## Галерея

Памятная монета церкви Штайнхоф
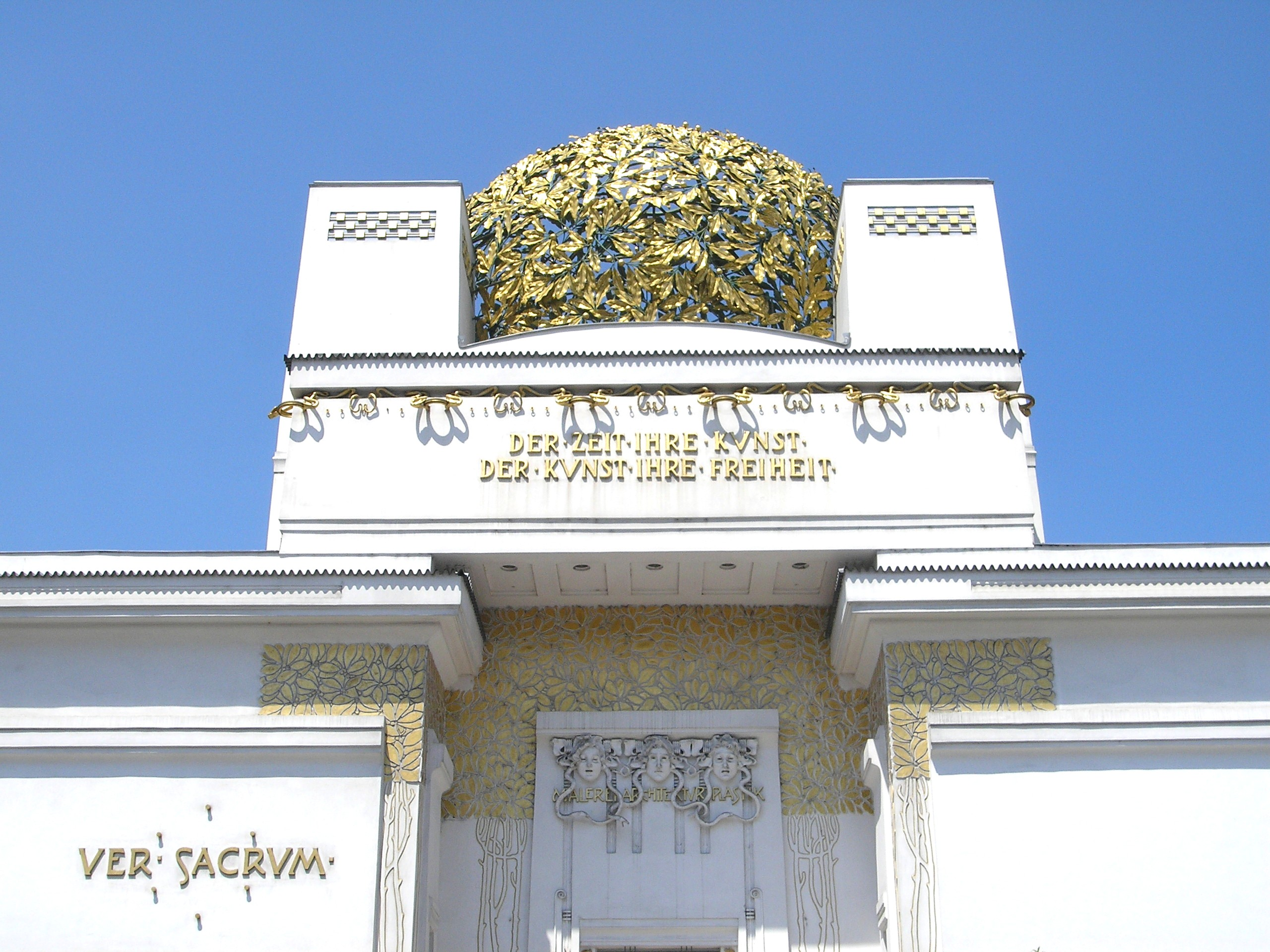
Дом сецессиона 1898 года
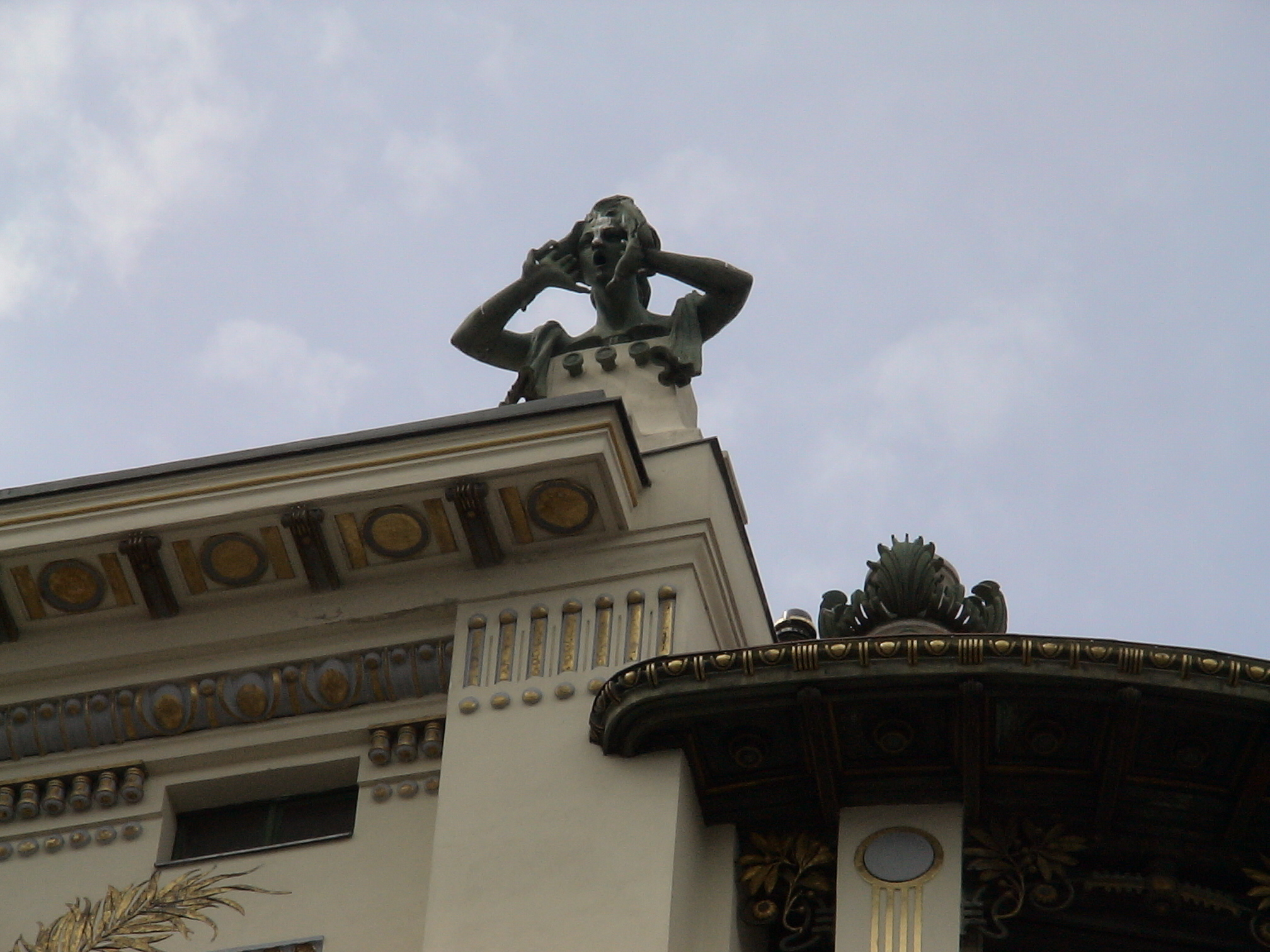
Жилой дом Wienzeile 38, Вена
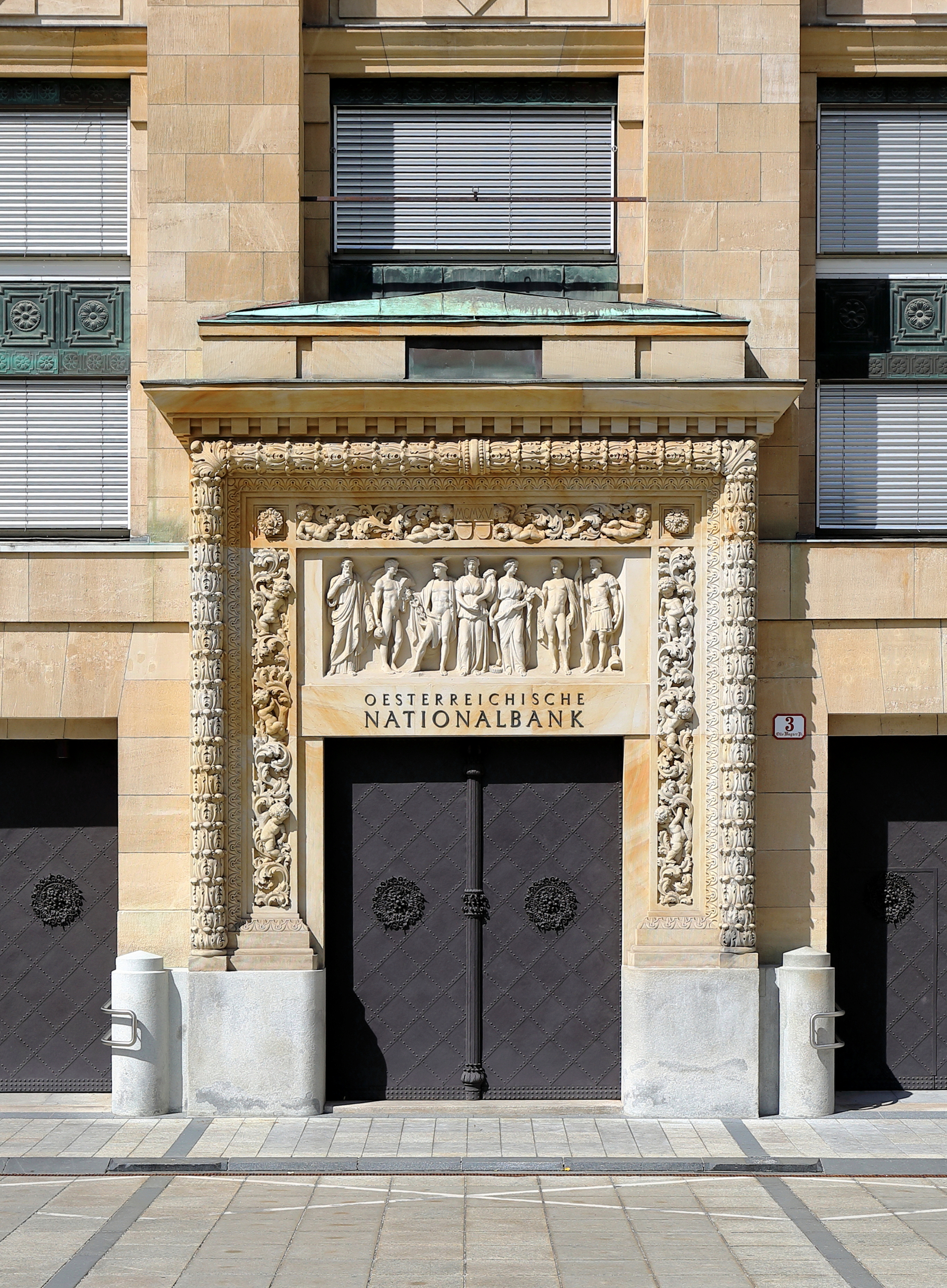
Здание Oesterreichische Nationalbank: рельеф